# Alexander Felixowitsch Kon
Alexander Felixowitsch Kon (russisch Александр Феликсович Кон; * 3. Juni 1897 in Charkiw; † 1941 bei Moskau) war ein sowjetischer Ökonom und Theoretiker.

## Leben
Kons Eltern waren die Revolutionäre Christina Grinberg und Feliks Kon. Er studierte an der juristischen Fakultät der Universität Charkiw und lehrte ab 1919 an kommunistischen Akademien, ab 1935 an der Moskauer Staatsuniversität. Im gleichen Jahr trat Kon in die KPdSU ein und wurde Mitarbeiter des Marx-Engels-Lenin-Instituts.
Alexander Kon meldete sich 1941 freiwillig zum Militärdienst. Er starb bei der Verteidigung Moskaus im deutsch-sowjetischen Krieg.
Seine Schwester Jelena Felixowna Kon (1893–1968) war Literaturkritikerin und Übersetzerin.

## Werke (Auswahl)
- Теория промышленного капитализма. Moskau 1923. (übersetzt Die Theorie des industriellen Kapitalismus)
- Финансовый капитал. Aufsatz, Moskau 1925. (übersetzt Finanzkapital)
- Курс политической экономии. 3. Auflage. Moskau/Leningrad 1929. (übersetzt Der Kurs der politischen Ökonomie)
- Воспроизводство и накопление капитала. Moskau 1938. (übersetzt Reproduktion und Akkumulation von Kapital)
- Возникновение простого товарного хозяйства и закон его движения. 1938. (übersetzt Das Entstehen einer einfachen Warenwirtschaft und das Gesetz ihrer Bewegung)
- Всеобщий закон капиталистического накопления. 1938. (übersetzt Das allgemeine Gesetz der kapitalistischen Akkumulation)
- Абсолютное и относительное обнищание рабочего класса, 1938 (übersetzt Absolute und relative Verarmung der Arbeiterklasse)